# أنطونيو أفيلار
أنطونيو أفيلار (بالإسبانية: Antonio Avelar)‏ مواليد 28 أغسطس 1958 في غوادالاخارا، هو ملاكم محترف مكسيكي معتزل كان يصنف ضمن فئة الوزن الخفيف. حقق بطولة المجلس العالمي للملاكمة.

## إحصائيات
خاض خلال مسيرته 53 نزالا، فاز في 39 وتعادل في 1 وخسر في 13. فاز بالضربة القاضية في 32 نزالا.

## روابط خارجية
- أنطونيو أفيلار على موقع بوكس ريك (الإنجليزية) (registration required)